# Эгль, Каролин
Кароли́н Эгль (фр. Caroline Aigle, 12 сентября 1974 — 21 августа 2007) — лётчик-истребитель ВВС Франции. Первая в истории Франции женщина, которая служила в боевой части в качестве лётчика-истребителя.

## Биография

### Детство и юность
Каролин Эгль родилась в городе Монтобан в семье военного врача, лотарингца по происхождению. В детстве ей пришлось много путешествовать по Африке, где отец находился по службе. В четырнадцать лет Каролин поступила в Военный лицей Сен-Сир (при одноимённом военном училище). По окончании лицея она прошла подготовительные классы в Национальное военное училище. В 1994 году она успешно прошла вступительные экзамены в Политехническую школу и Высшую нормальную школу и выбрала Политехническую школу. После поступления в 1994-95 годах проходила обязательную для курсантов Политехнической школы военную службу в 13-м батальоне Альпийских стрелков. По окончании Политехнической школы Каролин Эгль решила поступить на службу в Военно-воздушные силы Франции.

### Лётная служба
Пройдя в 1999—2000 годах лётную подготовку, Каролин Эгль была зачислена в Истребительный авиаэскадрон 2/2 «Кот-д’Ор», базирующийся под Дижоном, где летала на самолёте Mirage 2000. Впоследствии она была назначена командиром эскадрильи SPA 57 «Муэт» («Чайка») в составе данного эскадрона. В 2005 году Эгль оставила лётную работу, продолжая оставаться на военной службе. К этому времени её налёт составил 1600 часов.
Каролин Эгль готовилась к отбору в отряд космонавтов Европейского космического агентства.

### Личная жизнь
В 2002 году Каролин Эгль вышла замуж за Кристофа Декетелаэра (Deketelaere), бывшего лётчика-истребителя, члена частной пилотажной группы «Брайтлинг». В 2005 году у них родился сын Марк. В 2007 году при трагических обстоятельствах (см. ниже) на свет появился второй сын — Габриэль.

### Болезнь и смерть
Во время второй беременности у Каролин Эгль был диагностирован рак (меланома). Несмотря на советы врачей, Эгль отказалась прерывать беременность. Её второй сын — Габриэль был извлечён путём кесарева сечения в середине шестого месяца беременности. Через восемнадцать дней после его рождения Каролин Эгль умерла.

### Спортивные достижения
Каролин Эгль была чемпионом вооружённых сил Франции среди женщин по триатлону (1997 год), занимала первое 1997 и второе 1999 места на чемпионате мира по триатлону среди военных в составе команды. Увлекалась парашютным спортом и дайвингом.

## Награды
Воздухоплавательная медаль 2 октября 2007 года (посмертно).

## Память
В честь Каролин Эгль названы:
- улицы в городах Дижон, Лион, Пуатье, Тулуза, Экс-ан-Прованс, Нарбон, Тарб и других населённых пунктах;
- Авеню в городе Васкеаль;
- Небольшой парк в Париже (часть парка Андре Ситроена);
- Круговой перекрёсток в городе Монтобан;
- школы в Палезо и Вердене;
- центр водного спорта при Политехнической школе.

В 2014 году Почта Франции выпустила марку с изображением Каролин Эгль

## Внешнее изображение
- Каролин с сыном